# Xã Rauville, Quận Codington, Nam Dakota
Xã Rauville (tiếng Anh: Rauville Township) là một xã thuộc quận Codington, tiểu bang Nam Dakota, Hoa Kỳ. Năm 2010, dân số của xã này là 282 người.